# ティロケファレ
ティロケファレ（Tylocephale "腫れた頭"の意味、ギリシャ語で'胼胝' もしくは'硬い腫れ物'の意味のτυληと'頭'の意味のκεφαληから派生）は白亜紀後期に生息したパキケファロサウルス科の恐竜の属である。草食恐竜であり、体長は1.4mほどと推定される。最も高いドームを持つを持つ堅頭竜類として知られる。
ティロケファレはカンパニア期、約7500万年前に生息していた。化石はモンゴル、クルサン地区で発見されている。タイプ種はT. gilmoreiで種小名はC.W.ギルモア（en）に献名されたもので、1974年にMaryańskaとOsmólskaにより記載された。 

## 参照
- Sullivan, R.M (2006). "A taxonomic review of the Pachycephalosauridae (Dinosauria: Ornithischia)." in: Lucas, S. G. and Sullivan, R.M., eds., (2006), Late Cretaceous vertebrates from the Western Interior. New Mexico Museum of Natural History and Science Bulletin 35.